# 아이들의 시간
《아이들의 시간》(こどものじかん 고도모노 지칸[*])은 와타시야 카오루의 만화 작품이다. 대한민국에선 랜덤하우스코리아·북박스를 통해 현재 단행본 6권까지 발행된 상태이다. 약칭은〈코지카(こじか)〉. 한국어판의 경우엔 약칭이 〈아들시〉로 번역되어 있다.
한편, TV 애니메이션화도 진행되어 일본에서 심야시간대에 2007년 10월부터 12월까지 지바TV 등지에서 방영되었다. 그리고 후속편으로 《아이들의 시간 2학기》도 발매 완료. 전작의 후편 형식으로 OVA로 발매되며 2009년 7월 현재 원판 단행본 한정판 6권에 포함된 특별판외에 1-2편 발매 중.

## 개요
학기 도중에 후타츠바시 초등학교에 부임한 아직 대학교를 졸업한 지 얼마 되지 않은 신참 청년교사 아오키 다이스케는 부임해서 바로 3학년 1반의 담임이 되었지만, 이 반은 어떤 문제로 인해 전임 교사가 그만둔 곳이기도 했다. 아오키는 앞으로 학급을 잘 이끌어 갈 수 있을 것인가?

## 등장인물
성우는 애니메이션판. 현재 나이등은 국내 단행본 발매분을 기준으로 한다.
아오키 다이스케(青木 大介)
성우：마지마 준지
작품의 주인공. 후타츠바시 초등학교에 근무하는 23세 새내기 교사. 연애는 젬병으로 현재 독신. 보통 체격으로 정신 건강에 문제 없음. 후타츠바시 초등학교에는 학기중에 부임하였다.
코코노에 린(九重 りん)
성우：키타무라 에리
후타츠바시 초등학교 3학년 1반에 재학 중인 여자 아이. 어머니는 어릴적 병으로 돌아가셨고 친척인 레이지와 둘이서 살고 있다. 체형은 또래 여자아이들 수준으로 평범.
카가미 쿠로(鏡 黒)
성우：신도 케이
린, 미미와 같은 반 친구로 집이 부자이다. 신체 발육은 좋지 않은편으로 초등학교 1학년 정도의 체격. 린을 친구가 아닌 연애감정으로 좋아하지만 린은 쿠로를 소중한 친구로만 여기고 있다.
우사 미미(宇佐 美々)
성우：카도와키 마이
린, 쿠로와 같은 반 친구. 상당히 내성적인 성격으로, 친구인 린과 쿠로 외의 사람들과는 많은 대화를 나누지 않는다. 책을 좋아하는 문학소녀. 나이에 비해 발육이 상당히 빠른 편으로, 보기에는 초등학교 6학년으로 보일 정도이며 가슴이 매우 크다.
레이지(レイジ)
성우：스기타 토모카즈/모리 나츠키(어린 시절)
린과 함께 사는 청년으로 회계사무소에서 일하고 있다. 린의 엄마인 아키와는 사촌누나랑남동생 관계. 4년 전 사고로 부모님을 잃고 당시 아직 건강했던 아키에게 맡겨져 후에 사랑하는 사이가 된다. 후에 아키를 잃고 사랑하는 아키의 모습을 린에게 겹치게 된다.
코코노에 아키(九重 秋)
성우：아마노 유이
린의 어머니로 이미 폐암으로 세상을 떠난 고인. 전 남자친구와의 사이에 생긴 딸 린을 지우라고 한 일로 남자친구와 헤어지고 난 후 혼자 린을 키워왔다. 이후 사고로 부모를 잃은 레이지를 맡아 돌보게 된다.

## TV 애니메이션

### 스탭
- 원작: 와타시야 카오루
- 감독: 스가누마 에이지
- 시리즈 구성: 오카다 마리
- 음향감독: 이와나미 요시카즈
- 음악제작: Lantis
- 애니메이션 제작: 스튜디오 바르셀로나
- 제작: 아이들의 시간 제작위원회(반다이비쥬얼, Lantis, 무빅, 후타바샤)

### 주제가
오프닝 테마〈Let's 공주님처럼 안기기(れっつ!おひめさまだっこ)〉（1화~11화, 12화는 오프닝 없음）
노래: 코코노에 린(키타무라 에리),카가미 쿠로(신도 케이),우사 미미(카도와키 마이)
작사: 하타 아키 작곡:마에자키 히로유키 편곡:nishi-ken(니시켄)
엔딩 테마〈칭찬표☆센세이션(ハナマル☆センセイション)〉（1화~5화, 6화~11화）
작사·작곡·노래: Little Non 편곡:nishi-ken(니시켄)
엔딩 테마〈상냥하게(やさしい)〉（6화）
작사·노래: 챠타 작곡·편곡: 니지네
엔딩 테마〈숙녀같은 초보자에요(オトメチック初心者でーす)〉（12화）
노래:코코노에 린(키타무라 에리),카가미 쿠로(신도 케이),우사 미미(카도와키 마이)
작사: 하타 아키 작곡: 타시로 토모카즈 편곡: 콘도 아키오

### 각화 제목
다루는 대상이 어린이이다보니 한자로 쓸 수 있는 제목도 어린이가 쓴것처럼 전부다 히라가나 화 시켰다.
1교시: 친해지기 위한 첫걸음(なかよしのいっぽ)
2교시: 싱글벙글 칭찬(にこにこのごほうび)
3교시: 쑥쑥 자라서(すくすくそだて)
4교시: 우리 엄마(わたしのおかあさん)
5교시: 여름 방학 친구(なつやすみのとも)
6교시: 추억(おもいで)
7교시: 여름학교(りんかんがっこう)
8교시: 꼭 안아줘요(だっこしてぎゅっ)
9교시: 질투 드릴(やきもちドリル)
10교시: 남에겐 상냥하게(ひとにやさしく)
11교시: 모두 사이좋게(みんななかよく)
12교시: 아이들의 시간(こどものじかん)

## OVA
아이들의 시간〈~당신이 내게 준 것~〉이란 제목으로 만화판 어린이의 시간 4권 특별한정판에 부록으로 제공되었다. (원판 기준)

### 주제가
오프닝 테마〈숙녀같은 초보자에요(オトメチック初心者でーす)〉
노래: 코코노에 린(키타무라 에리), 카가미 쿠로(신도 케이), 우사 미미(카도와키 마이)
작사: 하타 아키
작곡: 타시로 토모카즈
편곡: 콘도 아키오

## 코믹스 정보
제4권은 OVA〈쉬는 시간 ~당신이 내게 준 것~〉(약 23분)의 DVD가 부록으로 제공 된 특별한정판이 발매되었다.
제5권은 TV애니메이션 제2기의 선행영상이 수록된 DVD가 부록으로 제공된 특별한정판이 발매되었다.
4권과 5권 모두 특별한정판은 통상판과는 다른 표지로 되어 있다. (이상 모두 원판에만 해당)
한국어판의 경우 단행본내에 표기된 발행일보다 실제 발행일이 더 빠르며 4권과 5권 표지의 경우 원판의 통상판 표지를 사용하고 있다.
1. 제1권
  - 원판: 2005년 12월 12일 발매·2006년 1월 12일 초판발행, ISBN 4575831778
  - 한국어판:(2008년 1월 31일 초판발행） ISBN 9788925516417
2. 제2권
  - 원판: 2006년 7월 12일 발매·2006년 8월 12일 초판발행, ISBN 4575832618
  - 한국어판: 2008년 3월 27일 초판발행, ISBN 9788925516424
3. 제3권
  - 원판
    - 특별한정판: 2007년 2월 10일 발매·2007년 3월 10일 초판발행, ISBN 9784575833331
    - 통상판: 2007년 2월 10일 발매·2007년 3월 10일 초판발행, ISBN 9784575833287

  - 한국어판: 2008년 4월 24일 초판발행, ISBN 9788925517940
4. 제4권
  - 원판
    - 특별한정판: 2007년 9월 12일 발매·2007년 10월 12일 초판발행, ISBN 9784575833836
    - 통상판: 2007년 9월 12일 발매·2007년 10월 12일 초판발행, ISBN 9784575834055

  - 한국어판: 2008년 6월 24일 초판발행, ISBN 9788925519043
5. 제5권
  - 원판
    - 특별한정판: 2008년 7월 11일 발매·2008년 8월 11일 초판발행, ISBN 9784575834956
    - 통상판: 2008년 7월 11일 발매·2008년 8월 11일 초판발행, ISBN 9784575835120

  - 한국어판: 2008년 11월 26일 초판발행, ISBN 9788925530925
6. 제6권
  - 원판
    - 특별한정판: 2009년 1월 1일 초판발행, ISBN 9784575835564
    - 통상판: 2009년 1월 21일 초판발행, ISBN 9784575835717

  - 한국어판: 2009년 8월 24일 초판발행, ISBN 9788925533230
7. 제7권
  - 원판
    - 통상판: 2009년 7월 10일 발매 ISBN 9784575836455
8. 제8권
  - 원판
    - 통상판: 2010년 5월 12일 발매 ISBN 9784575837667
9. 제9권
  - 원판
    - 특별한정판: 2011년 1월 21일 발매 ISBN 9784575838619
    - 통상판: 2011년 1월 21일 발매 ISBN 9784575838091
10. 제10권
  - 원판
    - 통상판: 2011년 6월 10일 발매 ISBN 9784575839142
11. 제11권
  - 원판
    - 통상판: 2012년 1월 12일 발매 ISBN 9784575840155
12. 제12권
  - 원판
    - 통상판: 2012년 9월 12일 발매 ISBN 9784575841268